# Agylla asakurana
Agylla asakurana là một loài bướm đêm thuộc phân họ Arctiinae. Loài này được mô tả lần đầu bởi Matsumura Shōnen vào năm 1931. Loài này được tìm thấy ở Đài Loan.